# Profilo alare NACA

La geometria di un profilo alare:
α: incidenza geometrica
c: corda
1: linea di portanza nulla
2: bordo d’attacco
3: cerchio osculatore del bordo d’attacco
4: spessore
5: curvatura
6: dorso
7: bordo d’uscita
8: linea d’inarcamento medio
9: ventre.

I profili alari NACA sono particolari forme di profilo alare di ali di aeromobili studiati dalla National Advisory Committee for Aeronautics (NACA) statunitense. La forma di un profilo alare NACA è descritta mediante la parola “NACA” seguita da un numero. I valori presenti in tale codice numerico possono essere inseriti nelle equazioni per calcolare le proprietà della sezione alare.

## Serie a quattro cifre
Le sezioni alari NACA a quattro cifre definiscono il profilo in questo modo:
1. la prima cifra indica la curvatura massima come percentuale della corda;
2. la seconda cifra fornisce la distanza del punto di massima curvatura dal bordo d'attacco espressa come percentuale della corda e in multipli di 10;
3. le ultime due cifre descrivono il massimo spessore del profilo alare espresso come percentuale della corda.

Ad esempio, il profilo alare NACA 2412 presenta una curvatura massima del 2%, situata al 40% della corda partendo dal bordo d'attacco e ha uno spessore massimo del 12% della corda. Nella serie a quattro cifre lo spessore massimo è sempre posizionato al 30% della corda, sempre partendo dal bordo d'attacco.
Il profilo NACA 0015 è simmetrico, in quanto le cifre 00 indicano che non vi è curvatura. Il 15 indica che lo spessore massimo è il 15% della sua lunghezza.

### Equazione per un profilo NACA a 4 cifre simmetrico

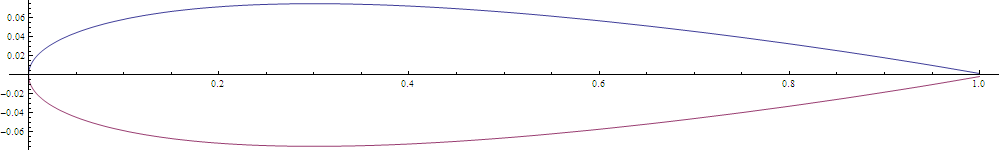
Il profilo alare NACA 0015.

La formula per generare la forma di un profilo alare NACA 00xx, dove “xx” va sostituito con lo spessore massimo espresso come percentuale della corda, è:
{\displaystyle y_{t}=5tc\,\left[0{,}2969{\sqrt {\frac {x}{c}}}+(-0{,}1260)\left({\frac {x}{c}}\right)+(-0{,}3516)\left({\frac {x}{c}}\right)^{2}+0{,}2843\left({\frac {x}{c}}\right)^{3}+(-0{,}1015)\left({\frac {x}{c}}\right)^{4}\right],}
dove:
- c è la lunghezza della corda;
- x è la posizione lungo la corda da 0 a c;
- yt è metà dello spessore ad un dato valore di x;
- t è lo spessore massimo espresso come frazione della corda, in modo che 100 t sia uguale alle ultime due cifre del codice NACA.

Si noti che in questa equazione, a (x/c) = 1 (il bordo d'uscita del profilo), lo spessore non è esattamente uguale a zero. Se per motivi computazionali è necessario uno spessore nullo al bordo d'uscita, si deve modificare uno dei coefficienti in modo che la loro somma dia zero. Modificando l'ultimo coefficiente a −0,1036, ad esempio, produrrà un piccolo cambiamento nella forma generale del profilo. Il bordo d'attacco è approssimabile ad un cilindro con raggio uguale a:
{\displaystyle r=1{,}1019\,t^{2}.\,}
Le coordinate del dorso alare (x+, y+) e quelle del ventre (x-, y-) sono:
{\displaystyle x^{+}=x^{-}=x,\qquad y^{+}=+y_{t},\qquad y^{-}=-y_{t}.}

### Equazione per un profilo NACA a 4 cifre inarcato

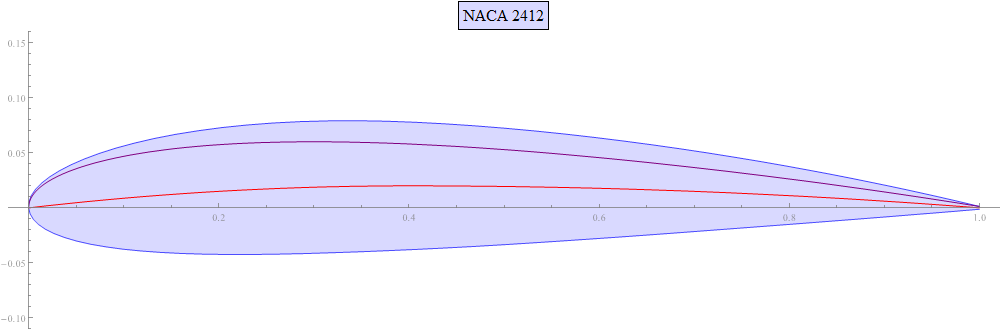
Il profilo alare NACA 2412. La linea d’inarcamento medio è raffigurata in rosso e lo spessore del profilo simmetrico 0012 in viola.

I profili alari asimmetrici più semplici sono quelli della serie NACA a quattro cifre, ai quali si applica la stessa formula usata per i profili simmetrici 00xx; è necessario però calcolare la linea d'inarcamento medio:
{\displaystyle y_{c}=\left\{{\begin{array}{ll}\displaystyle {m\,{\frac {x}{p^{2}}}\left(2\,p\,-{\frac {x}{c}}\right)},&0\leq x\leq pc\\\\\displaystyle {m\,{\frac {c-x}{(1-p)^{2}}}\left(1+{\frac {x}{c}}-2\,p\right)},&pc\leq x\leq c\end{array}}\right.,}
dove:
- m è la massima curvatura espressa come percentuale della corda ed è la prima delle quattro cifre del codice;
- p è la posizione della massima curvatura, espressa in multipli di 10 e come percentuale della corda, ed è la seconda cifra del codice.

Nel caso di profilo inarcato, cioè dotato di curvatura, le coordinate del dorso (x+, y+) e quelle del ventre (x-, y-) sono date da:
{\displaystyle {\begin{aligned}x^{+}&=x-y_{t}\,\sin \theta ,\qquad &y^{+}&=y_{c}+y_{t}\,\cos \theta ,\\x^{-}&=x+y_{t}\,\sin \theta ,&y^{-}&=y_{c}-y_{t}\,\cos \theta ,\end{aligned}}}
dove
{\displaystyle \theta =\arctan {\left({\frac {dy_{c}}{dx}}\right)},}
{\displaystyle {\frac {dy_{c}}{dx}}=\left\{{\begin{array}{ll}\displaystyle {{\frac {2m}{p^{2}}}\left(p-{\frac {x}{c}}\right)},&0\leq x\leq pc\\\\\displaystyle {{\frac {2m}{(1-p)^{2}}}\left(p-{\frac {x}{c}}\right)},&pc\leq x\leq c\end{array}}\right.}

## Serie a cinque cifre
La serie NACA a cinque cifre descrive forme di profilo alare più complesse:
1. la prima cifra, moltiplicata per 0,15, dà il coefficiente di portanza ottimale teorico di progetto con angolo di attacco ideale;
2. la seconda cifra, moltiplicata per 5, dà la posizione relativa, in percentuale, del punto di massima curvatura lungo la corda partendo dal bordo d'attacco;
3. la terza cifra indica se la curvatura è semplice (0) o riflessa (1);
4. la quarta e la quinta cifra forniscono lo spessore massimo del profilo come percentuale della corda, come nei profili a 4 cifre.

Ad esempio, la notazione NACA 23112 indica un profilo con coefficiente di portanza di progetto di 0,3 (2×0,15), punto di massima curvatura situato al 15% della corda (3×5), curvatura riflessa (1) e spessore massimo pari al 12% della lunghezza della corda.
La linea d'inarcamento è definita in due parti:
{\displaystyle y_{c}={\begin{cases}{\frac {k_{1}}{6}}\left\{x^{3}-3mx^{2}+m^{2}(3-m)x\right\},&0<x<p\\{\frac {k_{1}m^{3}}{6}}(1-x),&p<x<1\end{cases}}}
La costante m è scelta in modo tale che la curvatura massima si abbia per {\displaystyle x=p}; ad esempio, per la linea d'inarcamento 230 si ha che {\displaystyle p=0{,}3/2=0{,}15} e {\displaystyle m=0{,}2025}. Infine, la costante k1 è determinata in modo tale da ottenere il coefficiente di portanza desiderato. Per un profilo con linea d'inarcamento 230 (le prime 3 cifre nel numero a 5 cifre), si usa {\displaystyle k_{1}=15{,}957}.

## Profili con linea d'inarcamento

### Linea d'inarcamento a 3 cifre
La linea d'inarcamento a tre cifre consente di posizionare la curvatura massima molto in avanti.
La prima cifra rappresenta i 2/3 del coefficiente di portanza di progetto (in decimi).
La seconda cifra è il doppio della posizione longitudinale del punto di massima curvatura (in decimi).
La terza cifra indica se il bordo di uscita è riflesso (1) o no (0).

#### Non riflesso
La linea d'inarcamento è definita come:
{\displaystyle y_{c}={\begin{cases}{\frac {p}{m^{2}}}\left(2m{\frac {x}{c}}\right)-\left({\frac {x}{c}}\right)^{2},&0<x<m\\{\frac {p}{(1-m)^{2}\left[(1-2m)+2m{\frac {x}{c}}-\left({\frac {x}{c}}\right)^{2}\right]}},&m<x<1\end{cases}}}
La tabella seguente riporta i coefficienti di alcuni profili con linea d'inarcamento:
| Profilo | {\displaystyle p} | {\displaystyle m} | {\displaystyle k_{1}} |
| ------- | ----------------- | ----------------- | --------------------- |
| 210     | 0,05              | 0,0580            | 361,40                |
| 220     | 0,10              | 0,126             | 51,640                |
| 230     | 0,15              | 0,2025            | 15,957                |
| 240     | 0,20              | 0,290             | 6,643                 |
| 250     | 0,25              | 0,391             | 3,230                 |

#### Riflesso
La sostituzione dell'ultima cifra da 0 a 1 fa sì che il bordo d'uscita abbia curvatura positiva.
Per {\displaystyle {\frac {x}{c}}\leq r}
{\displaystyle {\frac {y}{c}}={\frac {k_{1}}{6}}\left[\left({\frac {x}{c}}-r\right)^{3}-{\frac {k_{2}}{k_{1}}}(1-r)^{3}{\frac {x}{c}}-r^{3}{\frac {x}{c}}+r^{3}\right]}
Per {\displaystyle r<{\frac {x}{c}}\leq 1{,}0}
Errore del parser (Errore di conversione. Server ("https://wikimedia.org/api/rest_") riporta: "Cannot get mml. Server problem."): {\displaystyle {\frac {y}{c}}={\frac {k_{1}}{6}}\left[{\frac {k_{2}}{k_{1}}}\left({\frac {x}{c}}-r\right)^{3}-{\frac {k_{2}}{k_{1}}}(1-r)^{3}{\frac {x}{c}}-r^{3}{\frac {x}{c}}+r^{3}\right]}

La tabella seguente riporta i coefficienti di alcuni profili con linea d'inarcamento:
| Camber Line Profile | Errore del parser (SVG (MathML può essere abilitato tramite plug-in del browser): risposta non valida ("Math extension cannot connect to Restbase.") dal server "http://localhost:6011/it.wikipedia.org/v1/":): {\displaystyle p } | Errore del parser (SVG (MathML può essere abilitato tramite plug-in del browser): risposta non valida ("Math extension cannot connect to Restbase.") dal server "http://localhost:6011/it.wikipedia.org/v1/":): {\displaystyle m } | Errore del parser (SVG (MathML può essere abilitato tramite plug-in del browser): risposta non valida ("Math extension cannot connect to Restbase.") dal server "http://localhost:6011/it.wikipedia.org/v1/":): {\displaystyle k_1 } | Errore del parser (SVG (MathML può essere abilitato tramite plug-in del browser): risposta non valida ("Math extension cannot connect to Restbase.") dal server "http://localhost:6011/it.wikipedia.org/v1/":): {\displaystyle k_2 / k_1 } |
| ------------------- | --- | --- | --- | --- |
| 221                 | 0,10 | 0,130 | 51,990 | 0,000764 |
| 231                 | 0,15 | 0,217 | 15,793 | 0,00677 |
| 241                 | 0,20 | 0,318 | 6,520 | 0,0303 |
| 251                 | 0,25 | 0,441 | 3,191 | 0,1355 |

## Modifiche
I profili a quattro e cinque cifre possono essere modificati aggiungendo un codice a due cifre preceduto da un trattino, in questo modo:
1. la prima cifra descrive la rotondità del bordo d'attacco, con 0 che indica un bordo appuntito, 6 che indica un profilo identico all'originale e valori più grandi che ne aumentano la rotondità;
2. la seconda cifra indica la distanza del massimo spessore dal bordo d'attacco espressa come percentuale della corda e in multipli di 10.

Ad esempio, il codice NACA 1234-05 indica un profilo NACA 1234 con bordo d'attacco appuntito e punto di massimo spessore situato al 50% della corda partendo dal bordo d'attacco.
Inoltre, per descrivere più dettagliatamente il profilo alare, tutti i numeri possono essere espressi con decimali.

## Serie 1
Un metodo di progettazione dei profili alari usato negli anni 30 prevedeva che la forma del profilo fosse derivata matematicamente dalle caratteristiche di portanza desiderate. Prima di allora le forme dei profili venivano prima create e poi le loro caratteristiche aerodinamiche misurate nelle gallerie del vento. Nella serie numero 1 i profili alari sono descritti con cinque cifre nel seguente ordine:
1. la cifra “1” che indica la serie;
2. una cifra che descrive la distanza del punto di minima pressione, espressa come percentuale della corda e in multipli di 10;
3. un trattino;
4. una cifra che fornisce il coefficiente di portanza in multipli di 10;
5. due cifre che forniscono lo spessore massimo in percentuale della corda.

Ad esempio, il profilo alare NACA 16-123 ha il punto di minima pressione al 60% della corda, un coefficiente di portanza di 0,1 e il punto di massimo spessore al 23% della corda.

## Serie 6
Si tratta di un miglioramento della serie 1 che si focalizza sul flusso in regime laminare. Il profilo è descritto con sei cifre nel seguente ordine:
1. la cifra “6” che indica la serie;
2. una cifra che dà la distanza del punto di minima pressione, espressa come percentuale della corda e in multipli di 10;
3. una cifra in pedice che fornisce, in multipli di 10, l'intervallo del coefficiente di portanza sopra e sotto il coefficiente di portanza di progetto in cui esistono gradienti di pressione favorevoli su entrambe le superfici;
4. un trattino;
5. una cifra per indicare il coefficiente di portanza di progetto in multipli di 10;
6. due cifre che forniscono lo spessore massimo in percentuale della corda;
7. “a =” seguito da un numero decimale, indica che tipo di Errore del parser (SVG (MathML può essere abilitato tramite plug-in del browser): risposta non valida ("Math extension cannot connect to Restbase.") dal server "http://localhost:6011/it.wikipedia.org/v1/":): {\displaystyle  \Delta C_P }
 è stato usato per ottenere la linea media: per esempio a = 0.2 significa che è stato usato un Errore del parser (SVG (MathML può essere abilitato tramite plug-in del browser): risposta non valida ("Math extension cannot connect to Restbase.") dal server "http://localhost:6011/it.wikipedia.org/v1/":): {\displaystyle  \Delta C_P }
 costante fino al 20% della corda e poi un Errore del parser (SVG (MathML può essere abilitato tramite plug-in del browser): risposta non valida ("Math extension cannot connect to Restbase.") dal server "http://localhost:6011/it.wikipedia.org/v1/":): {\displaystyle  \Delta C_P }
 lineare fino al bordo d'uscita; a=1 significa che è stato utilizzato un Errore del parser (SVG (MathML può essere abilitato tramite plug-in del browser): risposta non valida ("Math extension cannot connect to Restbase.") dal server "http://localhost:6011/it.wikipedia.org/v1/":): {\displaystyle  \Delta C_P }
 costante lungo tutta la corda per ottenere la linea media del profilo.

Ad esempio, il profilo NACA 653-415, ha il punto di minima pressione al 50% della corda, un coefficiente di portanza di progetto pari a 0.4, massimo spessore pari al 15% della corda, e un flusso laminare per valori di coefficiente di portanza compresi tra 0.7 e 0.1.

## Serie 7
Ulteriori sviluppi nella massimizzazione del flusso laminare hanno portato alla necessità di descrivere separatamente le zone a bassa pressione sul ventre e sul dorso del profilo alare. È stata perciò studiata una nuova serie, nella quale il profilo è descritto con sette cifre nel seguente ordine:
1. la cifra “7” che indica la serie;
2. una cifra che dà la distanza del punto di minima pressione sul dorso, espressa come percentuale della corda e in multipli di 10;
3. una cifra che dà la distanza del punto di minima pressione sul ventre, espressa come percentuale della corda e in multipli di 10;
4. una lettera che si riferisce ad un profilo standard delle precedenti serie NACA;
5. una cifra per indicare il coefficiente di portanza in multipli di 10;
6. due cifre che forniscono lo spessore massimo in percentuale della corda.

Ad esempio, il profilo NACA 712A315 ha il punto di minima pressione al 10% della corda sul dorso e al 20% sul ventre, utilizza il profilo standard “A”, ha coefficiente di portanza di 0,3 e punto di massimo spessore al 15% della corda.

## Serie 8
I profili supercritici sono progettati per massimizzare il flusso d'aria sopra e sotto l'ala. Il loro sistema di numerazione è identico a quello della serie 7, tranne che per la prima cifra, che in questo caso è “8”.